# Nevske, Krasnohvardiiske
Nevske (în ucraineană Невське) este un sat în comuna Novopokrivka din raionul Krasnohvardiiske, Republica Autonomă Crimeea, Ucraina.

## Demografie
Componența lingvistică a localității Nevske
     Rusă (82,13%)
     Tătară crimeeană (14,43%)
     Alte limbi (1,03%)
Conform recensământului din 2001, majoritatea populației localității Nevske era vorbitoare de rusă (82,13%), existând în minoritate și vorbitori de tătară crimeeană (14,43%).